# Lijst van nummer 1-hits in Italië in 2010
Deze hits stonden in 2010 op nummer 1 in de FIMI Single Top 10, de bekendste hitlijst in Italië.
| Datum        | Artiest                       | Titel                            |
| ------------ | ----------------------------- | -------------------------------- |
| 7 januari    | Lady Gaga                     | Bad Romance                      |
| 14 januari   | Lady Gaga                     | Bad romance                      |
| 21 januari   | Jovanotti                     | Baciami ancora                   |
| 28 januari   | Jovanotti                     | Baciami ancora                   |
| 4 februari   | Jovanotti                     | Baciami ancora                   |
| 11 februari  | Jovanotti                     | Baciami ancora                   |
| 18 februari  | Jovanotti                     | Baciami ancora                   |
| 25 februari  | Noemi                         | Per tutta la vita                |
| 4 maart      | Valerio Scanu                 | Per tutte le volte che...        |
| 11 maart     | Jovanotti                     | Baciami ancora                   |
| 18 maart     | Noemi                         | Per tutta la vita                |
| 25 maart     | Mary J. Blige & Tiziano Ferro | Each tear                        |
| 1 april      | Pierdavide Carone             | Di notte                         |
| 8 april      | Emma                          | Calore                           |
| 15 april     | Emma                          | Calore                           |
| 22 april     | Ligabue                       | Un colpo all'anima               |
| 29 april     | Ligabue                       | Un colpo all'anima               |
| 6 mei        | Ligabue                       | Un colpo all'anima               |
| 13 mei       | Stromae                       | Alors on danse                   |
| 20 mei       | Marco Carta                   | Quello che dai                   |
| 27 mei       | Shakira & Freshlyground       | Waka Waka (This Time for Africa) |
| 3 juni       | Shakira & Freshlyground       | Waka Waka (This Time for Africa) |
| 10 juni      | Shakira & Freshlyground       | Waka Waka (This Time for Africa) |
| 17 juni      | Shakira & Freshlyground       | Waka Waka (This Time for Africa) |
| 24 juni      | Shakira & Freshlyground       | Waka Waka (This Time for Africa) |
| 1 juli       | Shakira & Freshlyground       | Waka Waka (This Time for Africa) |
| 8 juli       | Shakira & Freshlyground       | Waka Waka (This Time for Africa) |
| 15 juli      | Shakira & Freshlyground       | Waka Waka (This Time for Africa) |
| 22 juli      | Shakira & Freshlyground       | Waka Waka (This Time for Africa) |
| 29 juli      | Shakira & Freshlyground       | Waka Waka (This Time for Africa) |
| 5 augustus   | Shakira & Freshlyground       | Waka Waka (This Time for Africa) |
| 12 augustus  | Shakira & Freshlyground       | Waka Waka (This Time for Africa) |
| 19 augustus  | Shakira & Freshlyground       | Waka Waka (This Time for Africa) |
| 26 augustus  | Shakira & Freshlyground       | Waka Waka (This Time for Africa) |
| 2 september  | Shakira & Freshlyground       | Waka Waka (This Time for Africa) |
| 9 september  | Shakira & Freshlyground       | Waka Waka (This Time for Africa) |
| 16 september | Eminem & Rihanna              | Love the Way You Lie             |
| 23 september | Jamiroquai                    | White Knuckle Ride               |
| 30 september | Eminem & Rihanna              | Love the way you lie             |
| 7 oktober    | Shakira & Dizzee Rascal       | Loca                             |
| 14 oktober   | Shakira & Dizzee Rascal       | Loca                             |
| 21 oktober   | Shakira & Dizzee Rascal       | Loca                             |
| 28 oktober   | Shakira & Dizzee Rascal       | Loca                             |
| 4 november   | Shakira & Dizzee Rascal       | Loca                             |
| 11 november  | Shakira & Dizzee Rascal       | Loca                             |
| 18 november  | Rihanna                       | Only Girl (In the World)         |
| 25 november  | The Black Eyed Peas           | The Time (Dirty Bit)             |
| 2 december   | Nathalie                      | In punta di piedi                |
| 9 december   | Jovanotti                     | Tutto l'amore che ho             |
| 16 december  | Jovanotti                     | Tutto l'amore che ho             |
| 23 december  | Jovanotti                     | Tutto l'amore che ho             |
| 30 december  | Jovanotti                     | Tutto l'amore che ho             |